# Maikon Bonani
Maikon Bonani (Matão, São Paulo, 29 de janeiro de 1989) é um jogador de futebol americano brasileiro. Atuou no time de futebol americano do Tennessee Titans na posição de Kicker de 2013 a 2014. É considerado o primeiro jogador a ter nascido no Brasil a jogar na NFL.

## Biografia
Nascido em 29 de janeiro de 1989, cresceu em Matão, interior de São Paulo, filho de Marcia e Sidney Bonani, e se mudou para os EUA quando tinha 11 anos de idade, devido a transferência do emprego de seu pai. Foi morar na cidade de Lake Wales, no estado da Florida, Condado de Polk. Tem um irmão chamado Marcelo, que está na High School também seguindo os passos de Maikon para tentar chegar um dia a NFL, liga profissional de futebol americano dos EUA.

## Carreira
Pela Lake Wales High School foi um dos principais "kickers" ("chutadores", literalmente) do estado, tendo números consideráveis em várias categorias como junior e senior. Seu mais longo chute foi na distância de 55 jardas. Foi nomeado como atleta masculino do ano de 2007 pelo periódico Lakeland Ledger, da Florida. Após a High School, optou por estudar na USF (Universidade de South Florida), sendo também nomeado ainda no ano de 2007 como jogador de futebol do ano. Também já jogou tênis por 3 anos. Em abril de 2013 fechou contrato com o time da NFL Tennessee Titans.